# مکرتیچ میناسیان
مکرتیچ هاکوبی میناسیان (ارمنی: Մկրտիչ Հակոբի Մինասյան؛ زادهٔ ۲ ژانویهٔ ۱۹۴۶) یک مهندس و سیاستمدار اهل ارمنستان است که از تاریخ ۲۰۱۲ تا تاریخ ۲۰۱۷ سمت نمایندگی دوره پنجم مجلس ملی جمهوری ارمنستان را برعهده داشت.

## زندگی‌نامه
در ۲ ژانویهٔ ۱۹۴۶ در روستای آرئویک به دنیا آمد و از دانشگاه ملی پلی‌تکنیک ارمنستان فارغ‌التحصیل شد. 